# 尤里卡斯普林斯
尤里卡斯普林斯（英語：Eureka Springs）是一個位於美國阿肯色州卡羅爾縣的城市。根據2020年美國人口普查，該地人口為2166人，而該地的面積約為17.86平方千米。該地與貝里維爾同為卡羅爾縣的縣治。

## 地理
尤里卡斯普林斯的座標為36°24′11″N 93°44′18″W / 36.40306°N 93.73833°W，而該地的平均海拔高度為384米（即1260英尺）。